# Partito Popolare Europeo
Il Partito Popolare Europeo (acronimo PPE) è un partito politico europeo. È la famiglia politica di centro-destra che raccoglie partiti politici di Stati membri dell'UE ed extra-UE generalmente classificabili come europeisti, moderati, cristiano-democratici e conservatori.
Oltre a essere il primo partito nel Parlamento europeo dal 1999 e nell'attuale Commissione europea, è anche il più ampio del Consiglio d'Europa.
Fondato nel 1976 da partiti cristiano-democratici, ispiratisi all'azione degli statisti europeisti De Gasperi, Adenauer e Schuman nel secondo dopoguerra, ha visto l'adesione successivamente anche di soggetti appartenenti all'area liberal conservatrice.
Raggruppa 84 partiti membri provenienti da 43 Paesi, di cui 27 sono membri dell'UE; fra questi ritroviamo la CDU e la CSU in Germania, Forza Italia e l'Unione di Centro in Italia, Piattaforma Civica in Polonia, il Partito Popolare in Spagna e I Repubblicani in Francia.

## Storia

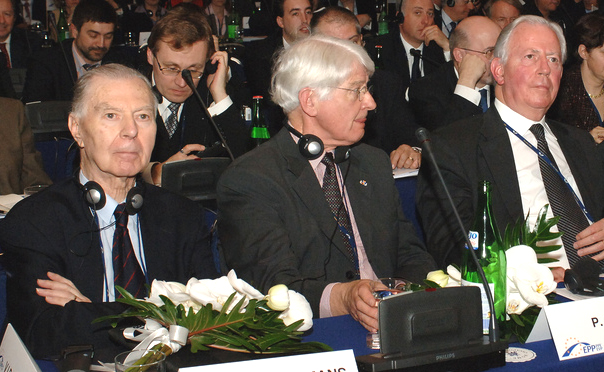
Da sinistra a destra: Tindemans, Bukman e Santer, i primi tre Presidenti del PPE.

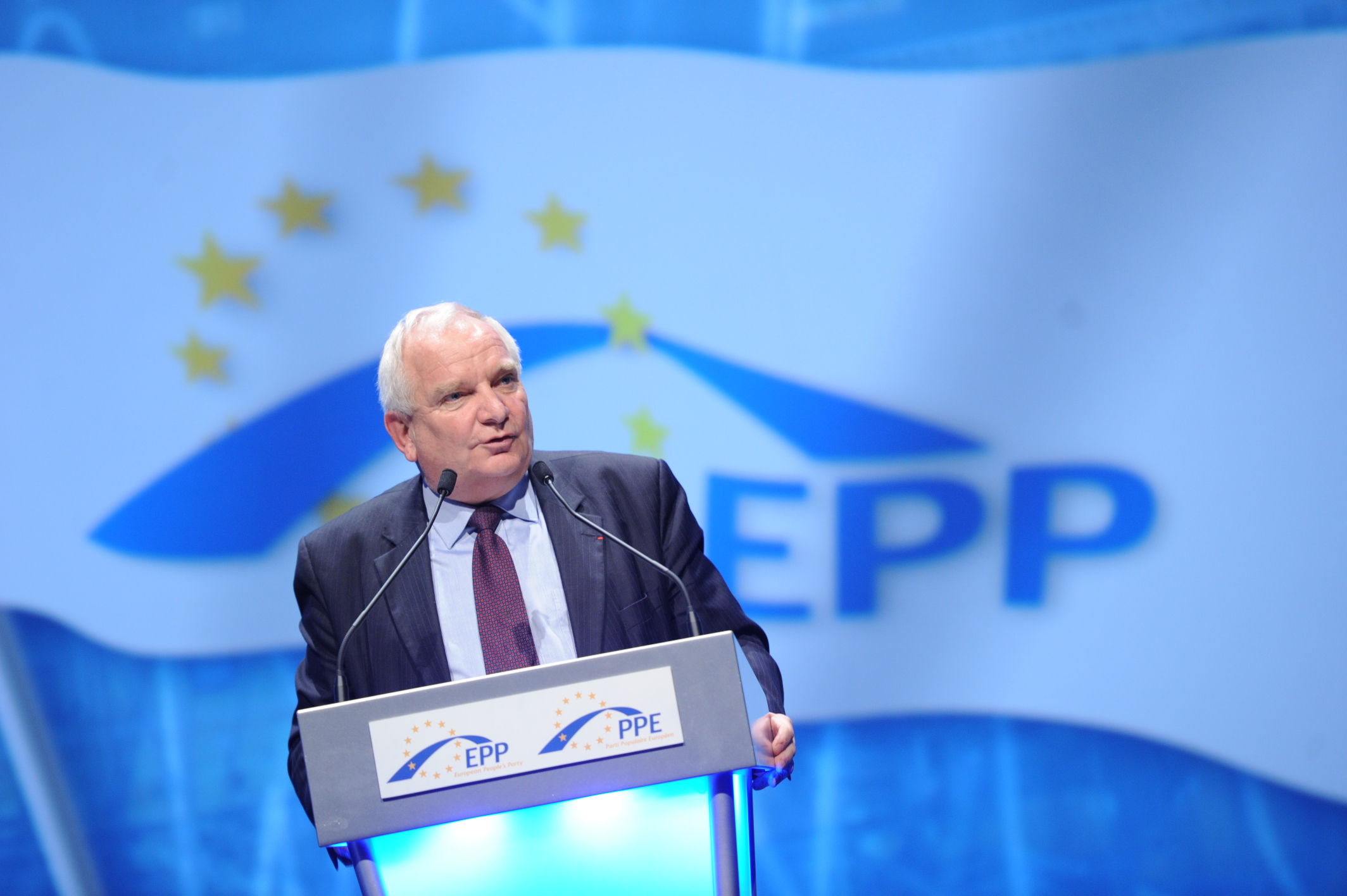
Joseph Daul, Presidente del PPE dal 2013 al 2019.

Secondo il suo sito web, il PPE è la famiglia politica di centro-destra, le cui radici si trovano nella storia e nella civiltà del continente europeo, ed ha aperto la strada al progetto europeo fin dal suo inizio.
Esso è stato ufficialmente creato l'8 luglio 1976 a Lussemburgo su iniziativa particolare di Jean Seitlinger e del Primo Ministro belga Leo Tindemans, che in seguito è diventato il primo presidente del partito.
Si deve tuttavia notare che esistevano già da une certo tempo alcune associazioni politiche che potrebbero essere considerate come predecessori del PPE. Ad esempio, l'associazione Nouvelles Equipes Internationales, fondata nel 1946 o 1948; Union europea della Democrazia cristiana, fondata nel 1965. E stato anche avanzato che il PPE sarebbe nato dal Secretariat International des partis démocratiques d'inspiration chrétienne, fondato nel 1925.
Un movimento significativo è nato alla fine del 1990, quando il politico finlandese Sauli Niinistö ha negoziato la fusione dell'Unione europea democratica (EDU), di cui era presidente, con il PPE. Nel mese di ottobre 2002 l'EDU ha cessato le sue attività dopo essere stato formalmente assorbita dal PPE durante un evento speciale a Estoril, in Portogallo. In riconoscimento dei suoi sforzi, Niinistö è stato eletto Presidente onorario del PPE nello stesso anno.

## Ideologia e posizioni

### Manifesto elettorale del 2009
Al congresso di Varsavia di aprile 2009 il PPE formula un manifesto elettorale in vista delle elezioni europee del 2009.
Il Manifesto "Strong for the People" dichiara:
- Creazione di nuovi posti di lavoro, continuando a investire nell'istruzione e nell'apprendimento continuo.
- Il protezionismo deve essere evitato. Le politiche fiscali e monetarie devono essere coordinate.
- Incrementare la trasparenza e sorvegliare i mercati finanziari.
- Fare l'Europa leader del mercato delle tecnologie verdi.
- Incrementare l'uso delle energie rinnovabili.
- Flessibilità per i genitori lavoratori a favore delle famiglie.
- Trovare una strategia per attirare lavoratori specializzati dal resto del mondo per rendere l'economia europea più competitiva e dinamica.

### Manifesto politico del 2012
Durante il congresso di Bucarest del 2012, a 20 anni di distanza dal congresso di Atene del 1992, il PPE aggiorna ed elabora ulteriormente il proprio manifesto politico.
Il PPE sostiene i seguenti principi:
- la libertà come valore umano centrale, combinato al principio della responsabilità;
- rispetto per le tradizioni e le associazioni;
- solidarietà nei confronti dei bisognosi, che a loro volta devono dimostrare impegno per migliorare la propria posizione;
- sostegno a solide finanze pubbliche;
- tutela di un ambiente sano[33];
- sussidiarietà;
- una democrazia pluralista e un'economia sociale di mercato[34][35].

Il manifesto descrive altresì le priorità politiche a livello di UE del PPE:
- un'Unione politica europea;
- elezione diretta del Presidente della Commissione europea;
- completamento del mercato unico europeo;
- promozione della famiglia, progressi in materia di istruzione e salute;
- rafforzamento della politica comune di immigrazione e asilo, integrazione degli immigrati;
- proseguimento del processo di allargamento della UE, ampliamento della Politica europea di vicinato e relazioni quadro speciali per quei Paesi che non possono o desiderano entrare a far parte della UE;
- definizione di una politica energetica UE comune;
- rafforzamento dei partiti politici europei[14][36][37].

## Organizzazione

### Presidenza

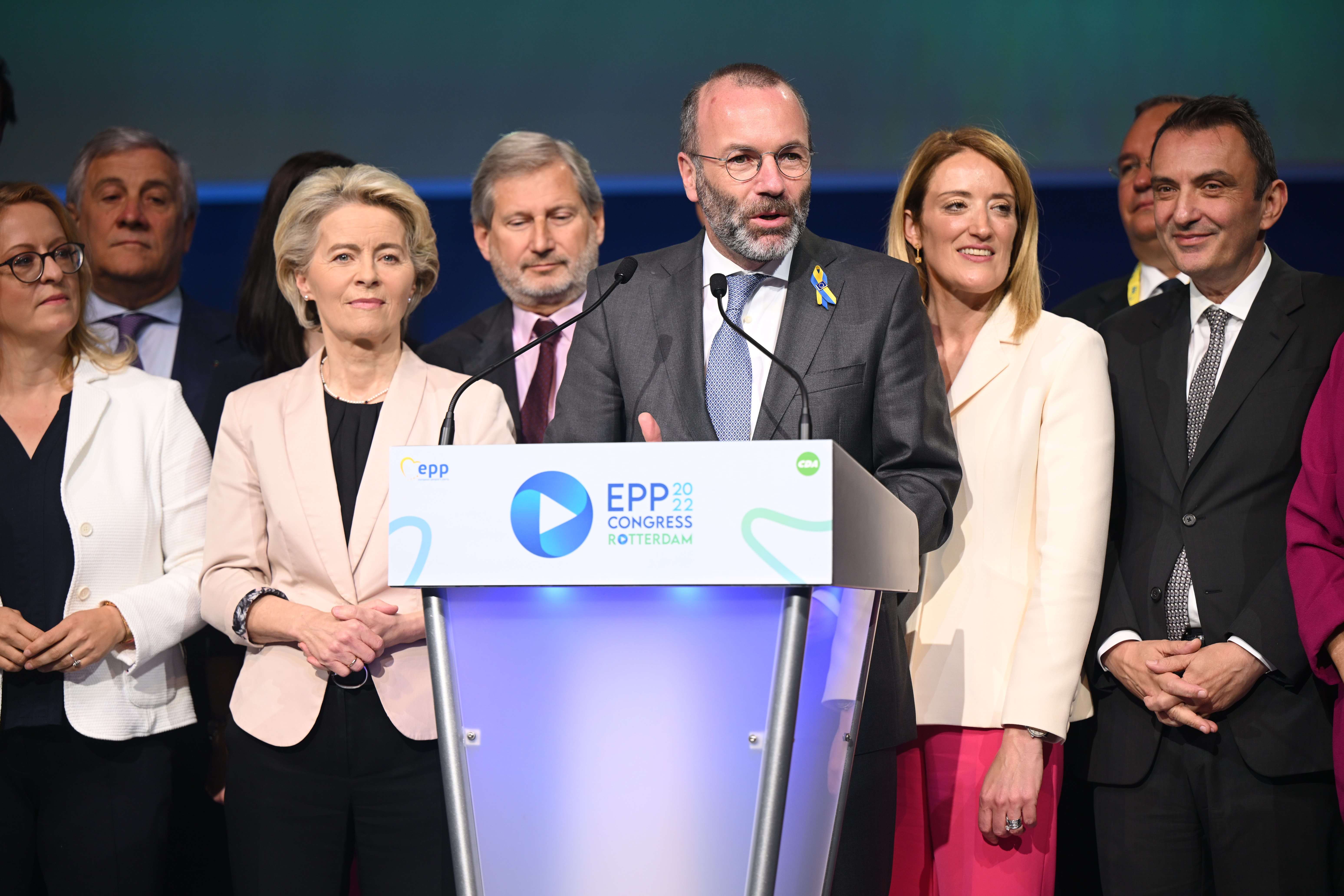
Manfred Weber (al centro) al Congresso di Rotterdam del 2022. A sinistra, Ursula von der Leyen, Presidente della Commissione europea; a destra, Roberta Metsola, Presidente del Parlamento europeo.

La presidenza è l'organo esecutivo del partito. Decide delle linee politiche direttrici generali del partito e presieda l'assemblea politica. La presidenza è composta del Presidente, di 11 vicepresidenti, di presidenti onorari, del segretario generale e del tesoriere. Inoltre, il presidente del Gruppo del PPE al Parlamento europeo, i presidenti della Commissione, del Parlamento, del Consiglio, così come l'Alto Rappresentante, finché appartengono ad un partito membro del PPE, sono tutti vicepresidenti ex officio.
La presidenza è composta come segue:
- Manfred Weber – Presidente
- Thanasis Bakolas  – Segretario generale
- Marija Gabriel – Vicepresidente
- Esther de Lange – Vicepresidente
- Johannes Hahn – Vicepresidente
- Siegfried Mureșan – Vicepresidente
- Dubravka Šuica - Vicepresidente
- Petteri Orpo – Vicepresidente
- David McAllister – Vicepresidente
- Andrzej Halicki - Vicepresidente
- Antonio Tajani – Vicepresidente
- Esteban González Pons - Vicepresidente
- François-Xavier Bellamy – Vicepresidente
- Ursula von der Leyen – Vicepresidente ex officio
- Roberta Metsola – Vicepresidente ex officio
- Olgierd Geblewicz – Vicepresidente ex officio
- Sauli Niinistö – Presidente onorario

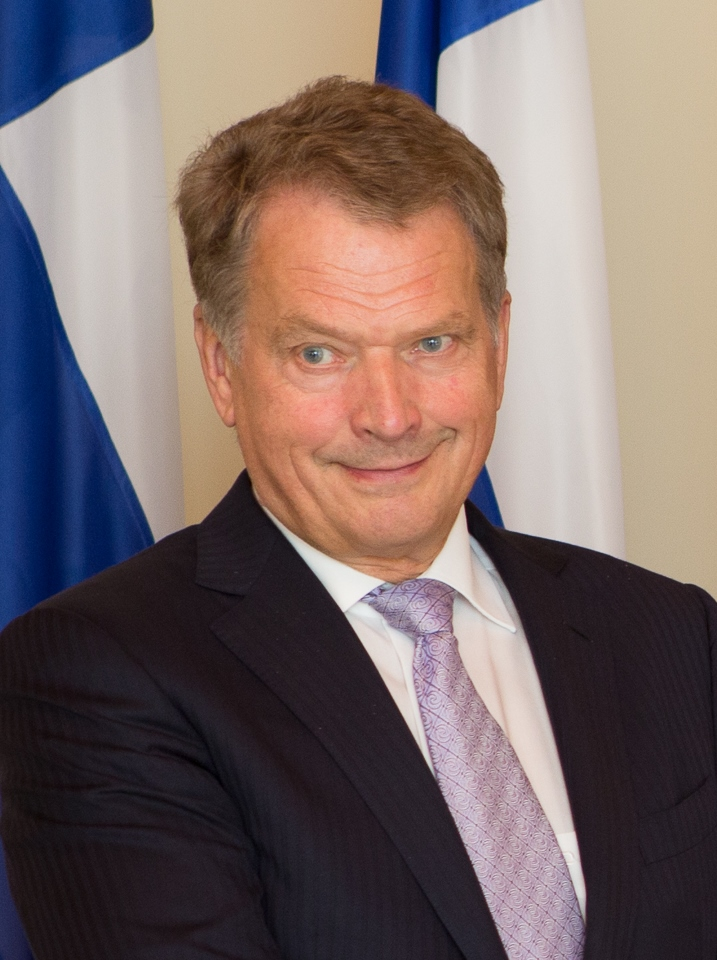
Sauli Niinistö, presidente onorario del PPE.

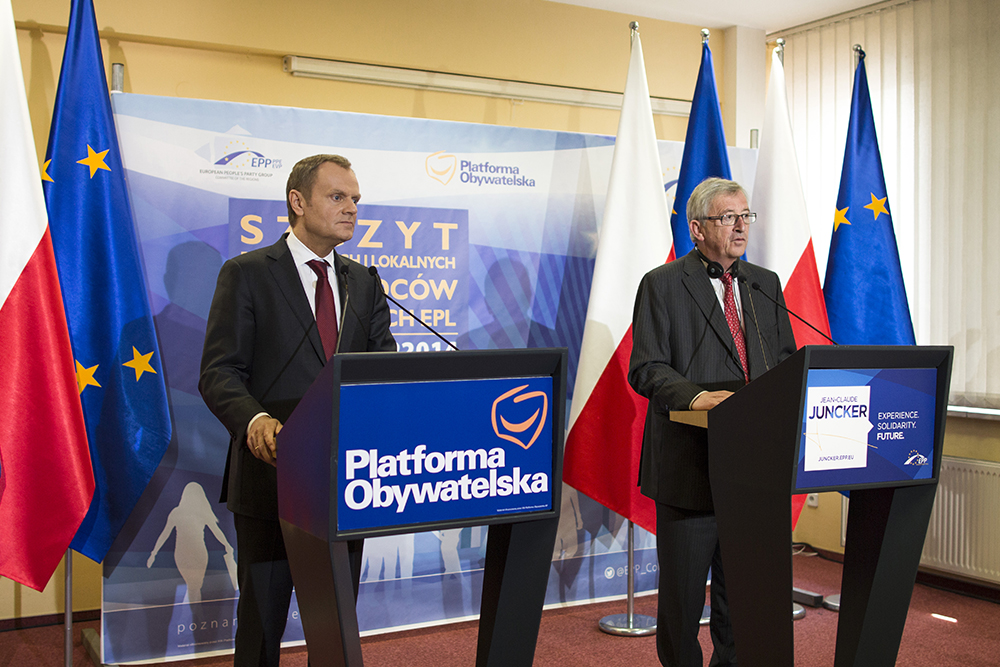
Nella legislatura 2014-2019, il PPE esprimeva il Presidente del Consiglio europeo, Donald Tusk (sinistra), e della Commissione europea, Jean-Claude Juncker (destra).

### Assemblea politica
Il ruolo dell'assemblea politica è di definire le posizioni politiche del partito tra ogni congresso, di decidere delle richieste di adesione, delle linee direttrici politiche e del bilancio. L'assemblea politica è composta dei delegati designati dei partiti membri del PPE e dei partiti membri soci, così come delle associazioni e dei gruppi membri.
L'assemblea politica si riunisce almeno tre volte per anno.

### Il Congresso
Il Congresso costituisce l'organo decisionale supremo del partito ed è composto dei delegati designati dei partiti membri PPE e dei partiti membri soci, così come delle associazioni e dei gruppi membri.
Si riunisce ogni 3 anni, tuttavia dei Congressi straordinari possono essere, e sono stati già, convocati.
Il Congresso elegge la presidenza del PPE, decida dei documenti politici principali e dei programmi elettorali ed offre una piattaforma ai Capi di governi del PPE e i presidenti di partiti.

### Attività

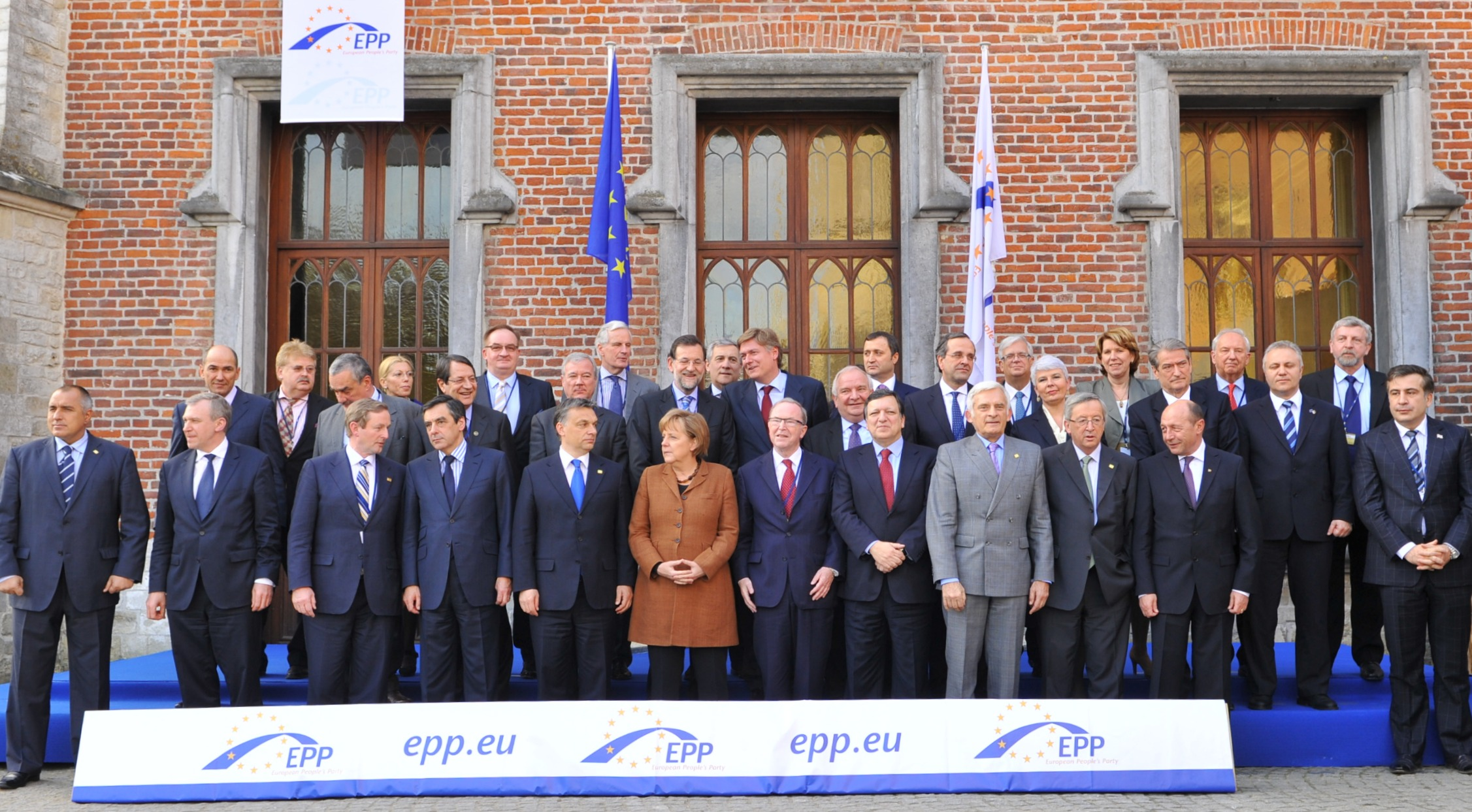
Foto di gruppo al Vertice 2011

Il Partito Popolare Europeo interagisce con le principali istituzioni europee.
Su invito del Presidente del PPE, il Presidente della Commissione europea, il Presidente del Consiglio europeo, il Presidente del Parlamento europeo così come i capi di Stato e di governo, o ministri PPE quando sono dei partner minoritari nelle coalizioni e leader dell'opposizione quando non appartengono al governo, si incontrano generalmente alcune ore prima del Vertice del Consiglio europeo all'Accademia Reale di Bruxelles per il Vertice del PPE in vista di adottare le posizioni comuni.
Negli ultimi due anni il partito ha regolarmente organizzato riunioni ministeriali del PPE prima delle riunioni del Consiglio dell'Unione europea. Le riunioni dei ministri del PPE si svolgono generalmente alla sede del partito. Il PPE organizza un totale di dieci incontri ministeriali diversi: Affari esteri, Economia e affari finanze, Occupazione e affari sociali, Industria, Difesa, Agricoltura, Ambiente, Giustizia e affari interni, Trasporti, Energia.
Il PPE organizza anche su una base ad hoc incontri con i suoi membri affiliati della Commissione europea e invita anche i singoli Commissari agli incontri del vertice del PPE e / o per le riunioni ministeriali del PPE. In seguito alla modifica 2007 del regolamento UE che governa i Partiti politici europei, il PPE è il solo responsabile dell'organizzazione della campagna paneuropea per le Elezioni europee ogni cinque anni. Secondo il Trattato di Lisbona, il PPE (come tutti gli altri partiti europei) deve presentare, nell'ambito della campagna per le elezioni europee, un candidato per la Presidenza della Commissione europea; il PPE ha già fatto questo prima della ratifica del Trattato di Lisbona, con la rielezione di José Manuel Durão Barroso per un secondo mandato, nel mese di aprile del 2009.

#### Incontri ministeriali
Seguendo lo schema dei summit del PPE, negli anni passati il Partito ha organizzato incontri interministeriali che precedevano gli incontri degli Consiglio dell'Unione europea con i ministri, deputati, segretari di Stato e parlamentari europei collegati al tema oggetto dell'incontro. Ad oggi, il PPE organizza, in totale, 12 incontri interministerali che sono:
- Affari generali
- Affari esteri
- Economia e finanze
- Affari interni
- Giustizia
- Difesa
- Occupazione e Affari sociali
- Industria
- Agricoltura e Pesca
- Energia
- Ambiente

## Presidenti
Dalla sua fondazione il PPE ha avuto 7 presidenti:
| N° | Presidente | Presidente                   | Mandato   | Stato membro | Partito                             |
| -- | ---------- | ---------------------------- | --------- | ------------ | ----------------------------------- |
| 1  |            | Leo Tindemans (1922–2014)    | 1976–1985 | Belgio       | Partito Popolare Cristiano          |
| 2  |            | Piet Bukman (1934–2022)      | 1985–1987 | Paesi Bassi  | Appello Cristiano Democratico       |
| 3  |            | Jacques Santer (1937)        | 1987–1990 | Lussemburgo  | Partito Popolare Cristiano Sociale  |
| 4  |            | Wilfried Martens (1936–2013) | 1990–2013 | Belgio       | Cristiano-Democratici e Fiamminghi  |
| 5  |            | Joseph Daul (1947)           | 2013–2019 | Francia      | I Repubblicani                      |
| 6  |            | Donald Tusk (1957)           | 2019–2022 | Polonia      | Piattaforma Civica                  |
| 7  |            | Manfred Weber (1972)         | 2022–     | Germania     | Unione Cristiano-Sociale in Baviera |

## Finanziamento
In quanto partito politico europeo registrato, il PPE ha diritto al finanziamento pubblico europeo, che riceve ininterrottamente dal 2004.
Di seguito è riportata l'evoluzione dei finanziamenti pubblici europei ricevuti dal PPE.
Importo (€)Finanziamento pubblico europeo dei partiti politici europei03.000.0006.000.0009.000.00012.000.00015.000.00018.000.0002004200720102013201620192022Importo massimo del finanziamento pubblicoImporto del finanziamento pubblico effettivamente ricevuto
In linea con il regolamento sui partiti politici europei e sulle fondazioni politiche europee, il PPE raccoglie anche fondi privati per cofinanziare le proprie attività. Nel 2025, i partiti europei dovranno raccogliere almeno il 10% delle loro spese rimborsabili da fonti private, mentre il resto potrà essere coperto dal finanziamento pubblico europeo.
Di seguito è riportata l'evoluzione dei contributi e delle donazioni ricevuti dal PPE.
Importo (€)Contributi raccolti dai partiti politici europei400.000600.000800.0001.000.0001.200.0001.400.0001.600.0001.800.00020042008201220162020PPE
Importo (€)Donazioni raccolte dai partiti politici europei03060901201502004200720102013201620192022PPE

## Nelle istituzioni europee
| Organizzazione     | Istituzione                         | Numero di seggi    |
| ------------------ | ----------------------------------- | ------------------ |
| Unione europea     | Parlamento europeo                  | 182 / 720          |
| Unione europea     | Commissione europea                 | 11 / 27            |
| Unione europea     | Consiglio europeo (Capi di governo) | 11 / 27            |
| Unione europea     | Consiglio dell'UE (Ministri)        |                    |
| Unione europea     | Comitato delle regioni              | 118 / 329          |
| Consiglio d'Europa | Assemblea parlamentare              | 132 / 612 (PPE/DC) |

### Consiglio europeo
11 dei 27 Capi di Stato o di governo membri del Consiglio europeo appartengono al PPE:
- Austria: Christian Stocker (ÖVP)
- Bulgaria: Rosen Zhelyazkov (GERB)
- Croazia: Andrej Plenković (HDZ)
- Finlandia: Petteri Orpo (KOK)
- Grecia: Kyriakos Mītsotakīs (ND)
- Lettonia: Evika Siliņa (Vienotība)
- Lussemburgo: Luc Frieden (CSV)
- Polonia: Donald Tusk (PO)
- Portogallo: Luís Montenegro (PSD)
- Romania:  Ilie Bolojan (PNL, formalmente indipendente) (ad interim)
- Svezia: Ulf Kristersson (M)

### Commissione europea

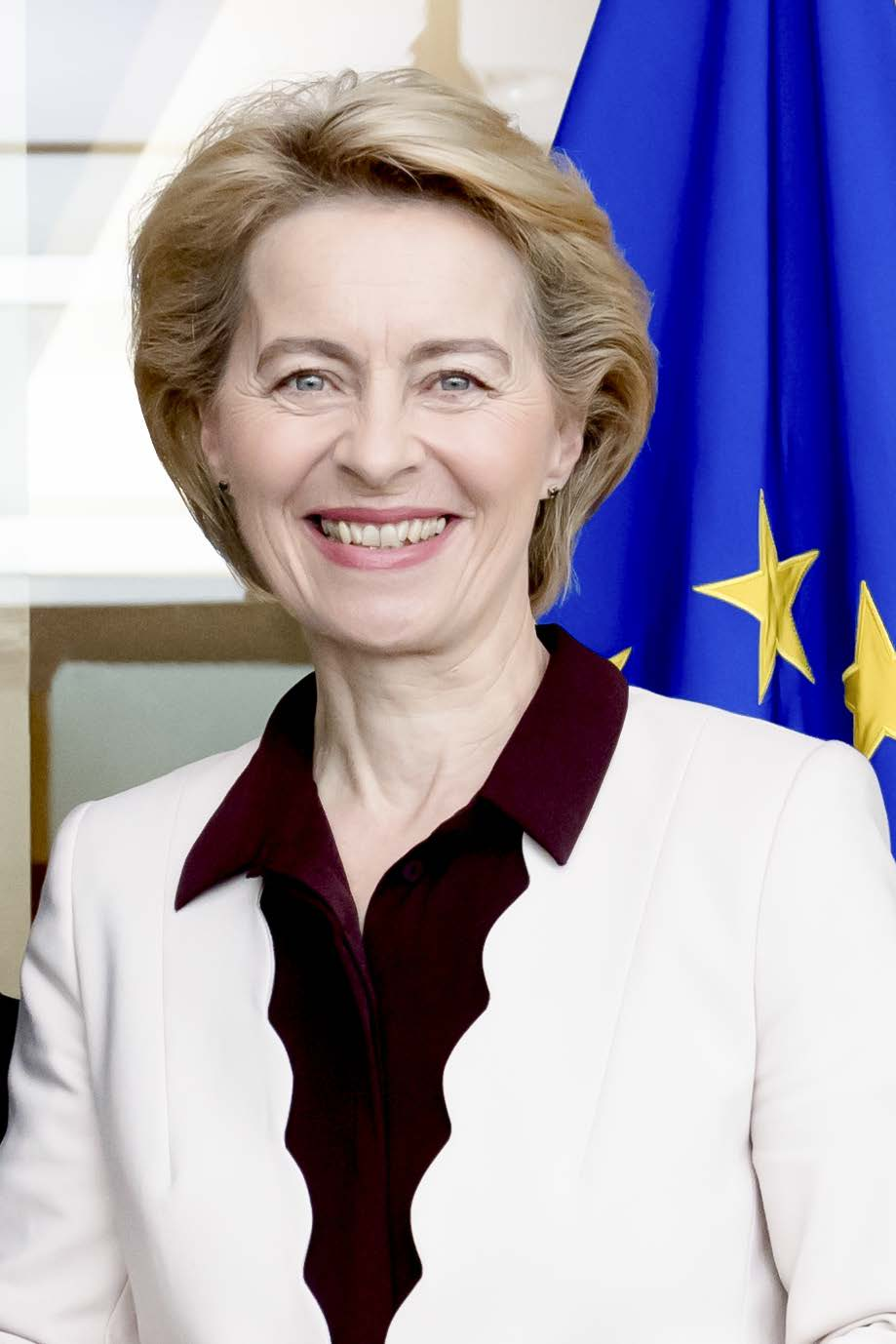
Ursula von der Leyen, Presidente della Commissione europea

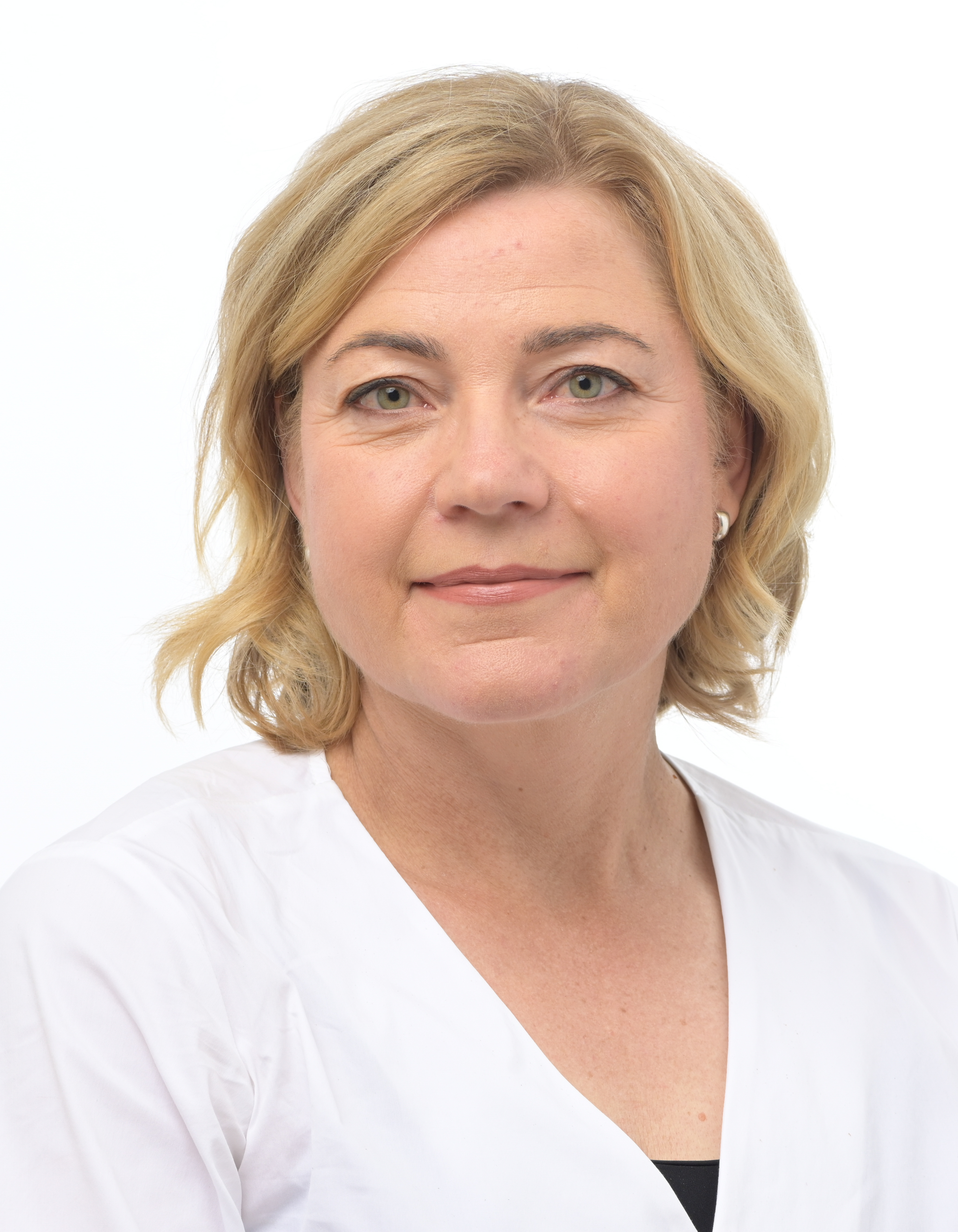
Henna Virkkunen, Vicepresidente esecutiva della Commissione europea

Commissione von der Leyen II (X legislatura, dal 1º dicembre 2024)
| Commissario/a          | Incarico e competenza | Stato membro | Partito nazionale |
| ---------------------- | --- | ------------ | ----------------- |
| Ursula von der Leyen   | Presidente della Commissione europea | Germania     | CDU               |
| Henna Virkkunen        | Vicepresidente esecutiva della Commissione europea per la sovranità tecnologica, la sicurezza e la democrazia Commissaria europea per le tecnologie digitali e di frontiera | Finlandia    | KOK               |
| Magnus Brunner         | Commissario europeo per gli affari interni e le migrazioni | Austria      | ÖVP               |
| Ekaterina Zaharieva    | Commissaria europea per l'avviamento imprenditoriale, la ricerca e l'innovazione                                                                                            | Bulgaria     | GERB              |
| Dubravka Šuica         | Commissaria europea per il Mediterraneo | Croazia      | HDZ               |
| Apostolos Tzitzikōstas | Commissario europeo per i trasporti e il turismo sostenibile | Grecia       | ND                |
| Valdis Dombrovskis     | Commissario europeo per l'economia, la produttività, l'attuazione e la semplificazione                                                                                      | Lettonia     | V                 |
| Andrius Kubilius       | Commissario europeo per la difesa e lo spazio | Lituania     | TS-LKD            |
| Christophe Hansen      | Commissario europeo per l'agricoltura e l'alimentazione | Lussemburgo  | CSV               |
| Wopke Hoekstra         | Commissario europeo per l'azione per il clima, le emissioni zero e la crescita economica pulita                                                                             | Paesi Bassi  | CDA               |
| Piotr Serafin          | Commissario europeo per il bilancio, la lotta antifrode e l'amministrazione                                                                                                 | Polonia      | PO                |
| Maria Luís Albuquerque | Commissaria europea per i servizi finanziari e l'unione dei risparmi e degli investimenti                                                                                   | Portogallo   | PSD               |
| Jessika Roswall        | Commissaria europea per l'ambiente, la resilienza idrica e un'economia circolare e competitiva                                                                              | Svezia       | M                 |

- Il Commissario europeo per i partenariati internazionali Jozef Síkela, dalla Repubblica Ceca, è membro del partito Sindaci e Indipendenti, affiliato al Partito Popolare Europeo in quanto membro dell'omonimo gruppo politico in seno al Parlamento europeo.

### Parlamento europeo
Nel Parlamento europeo il Partito Popolare Europeo è rappresentato dal Gruppo del Partito Popolare Europeo, che nella IX legislatura ha il maggior numero di deputati: detiene 187 seggi su 705 (alcuni partiti nazionali appartengono al gruppo parlamentare del PPE pur non essendo membri del Partito Popolare Europeo, come I Centristi francesi o l'Unione Cristiana olandese). Il 3 marzo 2021 i 12 eurodeputati di Fidesz lasciano il Gruppo del PPE, che scende a 175 seggi, confermandosi come primo gruppo in Eurocamera. Il Presidente del gruppo è Manfred Weber della CSU bavarese. Il Gruppo esprime il Vicepresidente del Parlamento europeo nella prima metà della IX legislatura: il ruolo è spettato dapprima all'irlandese Mairead McGuinness, sostituita il 12 novembre 2020, in seguito alla sua nomina a Commissario europeo, dalla maltese Roberta Metsola, eletta poi Presidente del Parlamento europeo per la seconda metà della legislatura.

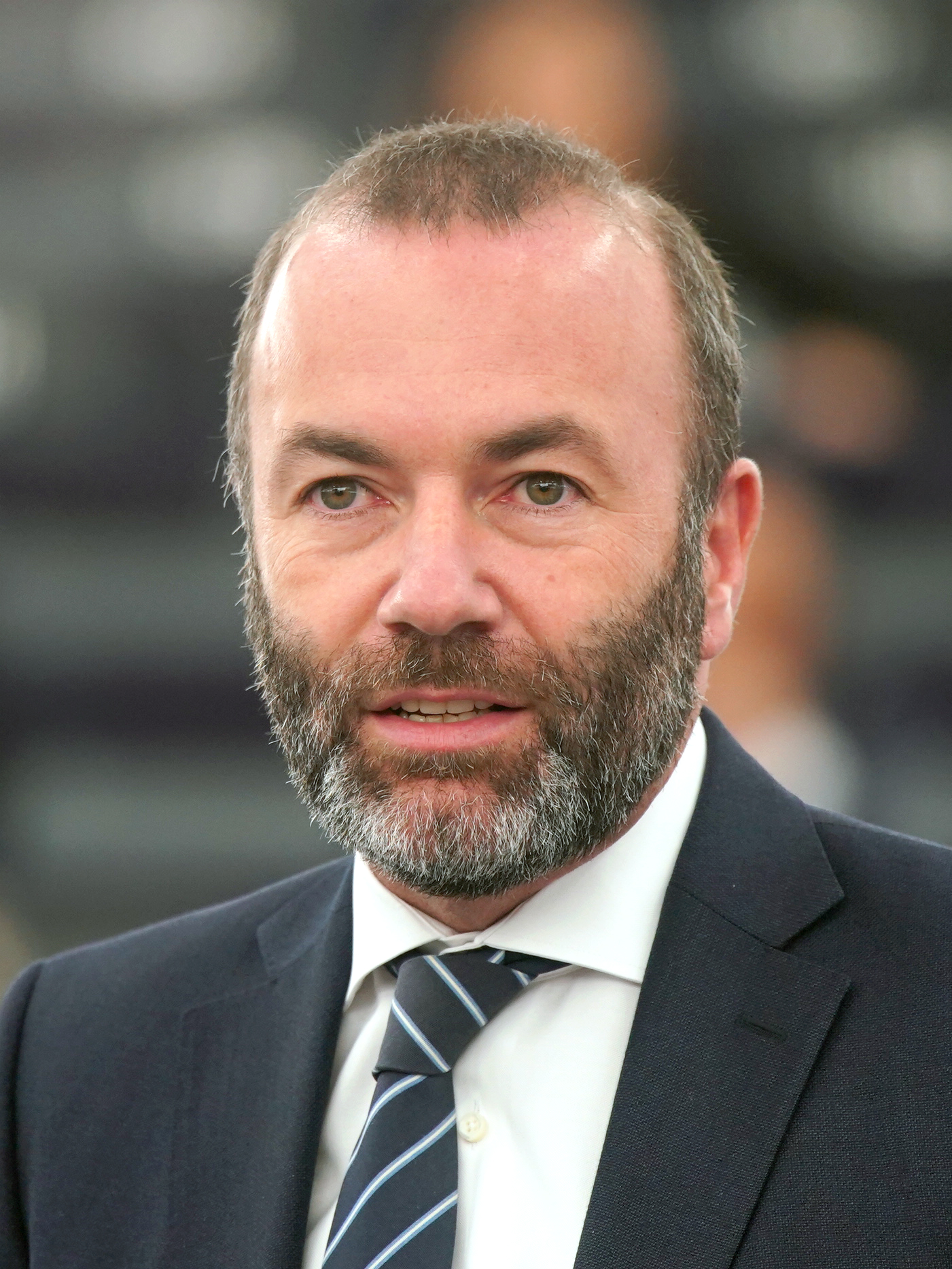
Manfred Weber (Presidente del Gruppo del PPE al Parlamento europeo)
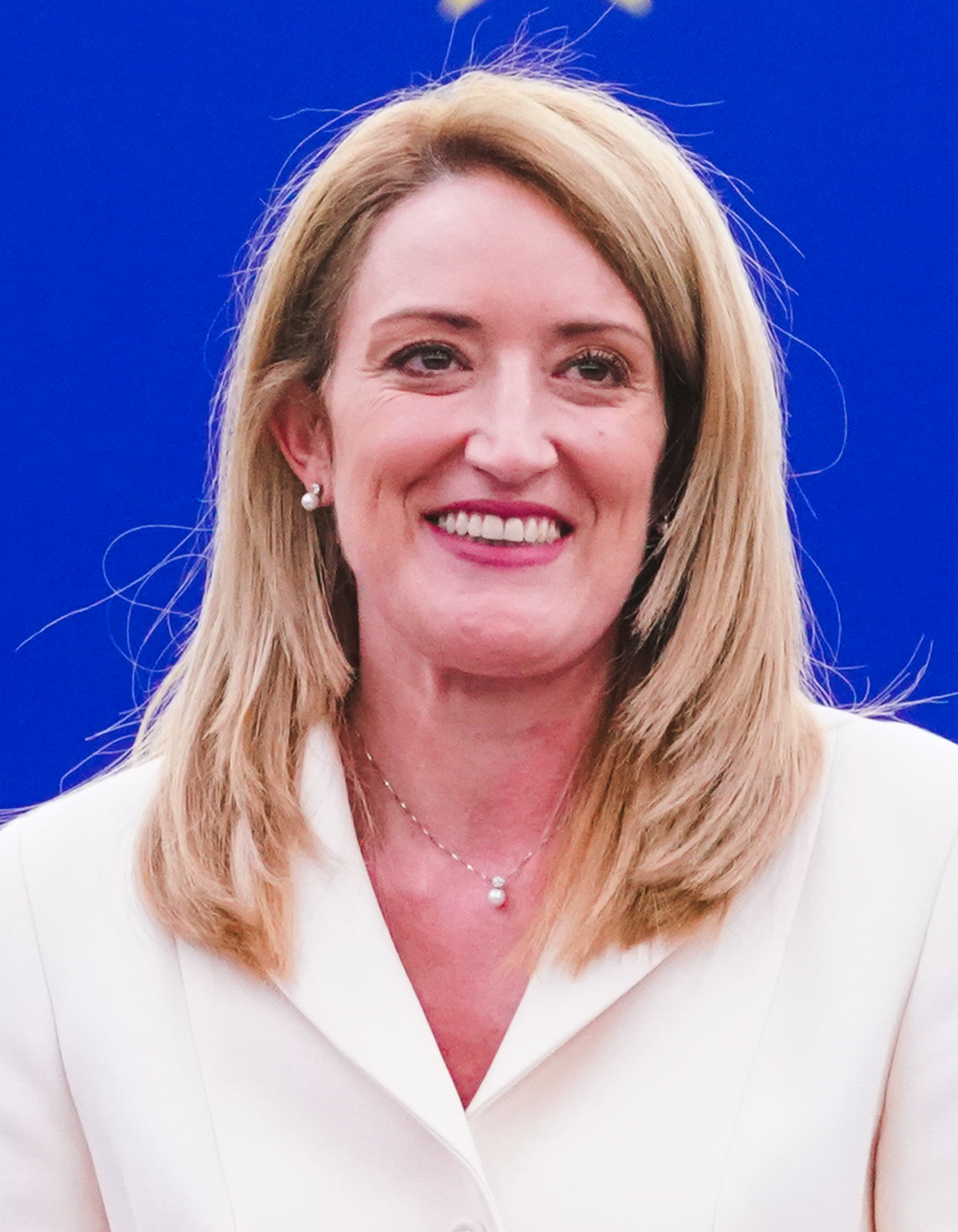
Roberta Metsola (Presidente del Parlamento europeo)

### Comitato delle Regioni
Nel Comitato europeo delle regioni il PPE è rappresentato dal gruppo omonimo, che al 2020 conta 115 membri e 102 membri supplenti. Il greco Apostolos Tzitzikostas del PPE, amministratore locale della Macedonia Centrale, ricopre al 2024 il ruolo di Vicepresidente del Comitato.

## Oltre l'Unione Europea

### In Paesi terzi
Attraverso i propri partiti associati ed osservatori, il PPE conta capi di Stato e di Governo anche in Paesi non facenti parte dell'UE. Questi sono invitati a partecipare ai summit e agli incontri del PPE:
| Stato                | Rappresentante              | Titolo                                               | Partito politico | In carica dal    |
| -------------------- | --------------------------- | ---------------------------------------------------- | ---------------- | ---------------- |
| Serbia               | Aleksandar Vučić            | Presidente                                           | SNS              | 31 maggio 2017   |
| Serbia               | Miloš Vučević               | Primo ministro                                       | SNS              | 6 maggio 2024    |
| Moldavia             | Maia Sandu                  | Presidente                                           | PAS              | 24 dicembre 2020 |
| Bosnia ed Erzegovina | Borjana Krišto              | Presidente del Consiglio dei Ministri                | HDZ BiH          | 25 gennaio 2023  |
| Macedonia del Nord   | Gordana Siljanovska-Davkova | Presidente della Repubblica della Macedonia del Nord | VMRO-DPMNE       | 12 maggio 2024   |

### Consiglio d'Europa
Il Gruppo del Partito Popolare europeo nell'assemblea parlamentare del Consiglio d'Europa difende la libertà di espressione e di informazione, così come la libertà di circolazione delle idee e la tolleranza religiosa. Promuove il principio di sussidiarietà e di autonomia locale, così come la difesa delle minoranze nazionali, sociali ed altri. Il Gruppo PPE/CD è il secondo più grande dell'Assemblea ed è presieduto da Aleksander Pociej della Piattaforma Civica polacca.
Il gruppo PPE/CD include anche parlamentari non appartenenti al Partito Popolare Europeo stesso, inclusi gli esponenti dell'Unione Patriottica (Liechtenstein), del Partito Progressista dei Cittadini (Liechtenstein) di Raggruppamento & Scommesse (Monaco).

### OSCE
Il Gruppo PPE e parlamentari condividenti le stesse idee nell'assemblea parlamentare dell'OSCE è il gruppo politico più attivo in seno all'OSCE. Il Gruppo si riunisce regolarmente e promuove le posizioni del PPE ai livelli dei processi decisionali. I membri del Gruppo PPE partecipano anche alle missioni di osservazione delle elezioni dell'OSCE e sono impegnati nella promozione dei valori e pratici democratici.
Il Gruppo è presieduto da Walburga Habsburg Douglas (Svezia). La presidenza del Gruppo conta i seguenti vicepresidenti: Consiglio Di Nino (Canada), Vilija Aleknaitè Abramikiene (Lituania), Laura Allegrini (Italia) e George Tsereteli (Georgia).

### NATO
In accordo con lo statuto del Partito, il PPE è anche presente nell'assemblea parlamentare della NATO (NATO-PA) e costituisce il Gruppo PPE e membri soci. È un gruppo politico attivo, guidato dal politico tedesco Karl Lamers (CDU), che è stato anche presidente dell'assemblea tra il 2010 e il 2012.

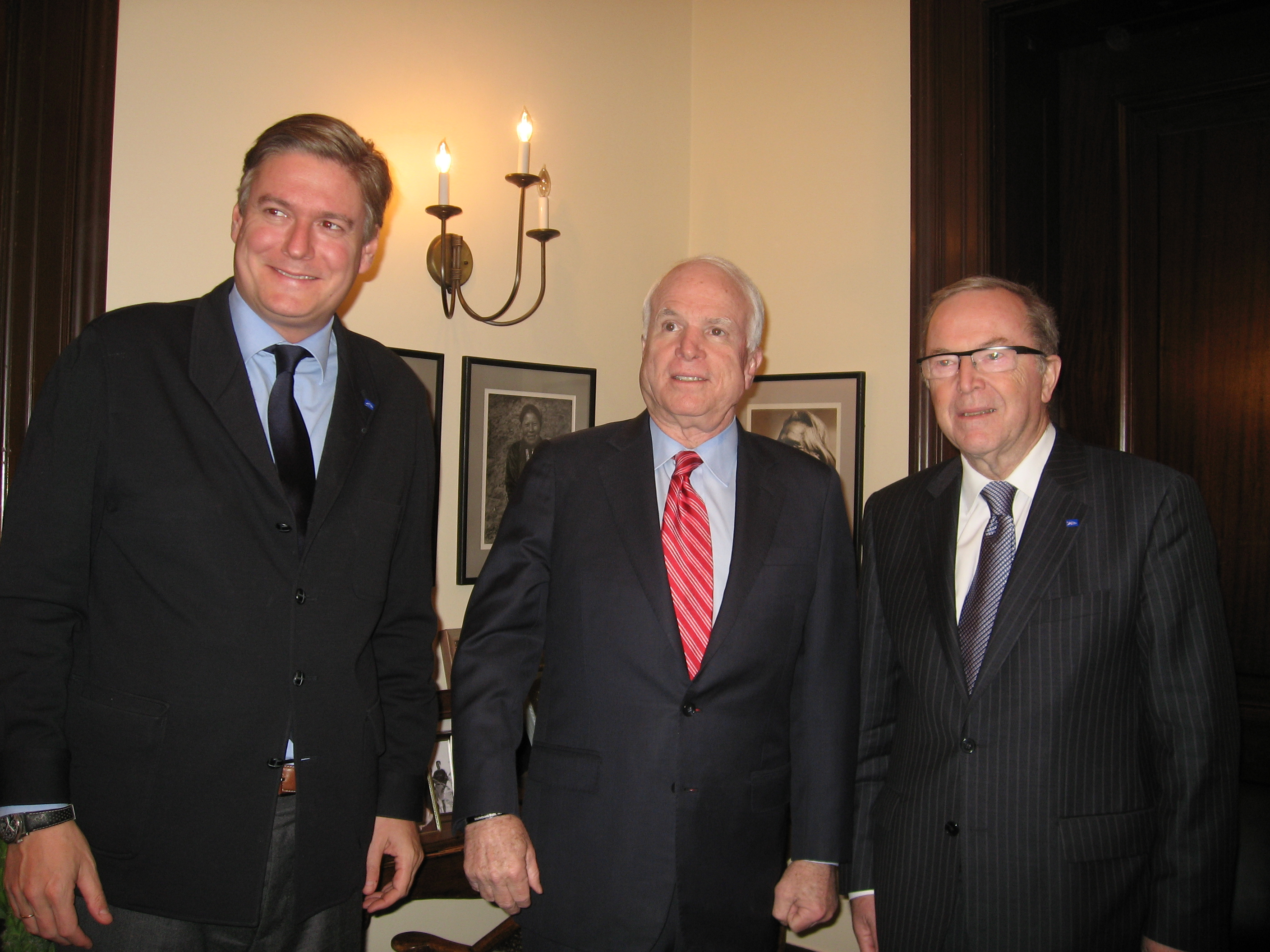
Antonio López-Istúriz, John McCain e Wilfried Martens

### Le relazioni PPE-USA
Il PPE intrattiene relazioni strette con l'International Republican Institute (IRI) e coopera nel quadro della European Partnership Initiative. Il presidente del PPE Wilfried Martens ha sostenuto John McCain, il candidato repubblicano alla presidenza per le elezioni del 2008 negli Stati Uniti, tra l'altro McCain è anche il presidente dell'IRI. Nel 2011, Martens e McCain hanno fatto un comunicato stampa comune che esprime le loro inquietudini in quanto alla democrazia in Ucraina.

### Collegamenti globali
Il PPE rappresenta l'ala europea di due organizzazioni multilaterali globali di centro-destra: l'Unione Democratica Internazionale e l'Internazionale Democratico Cristiana.

## Centro per gli studi europei Wilfried Martens
In seguito alla revisione 2008 del regolamento UE che governa i partiti politici europei permettendo la creazione di fondazioni europee affiliate a questi partiti, il PPE ha stabilito nello stesso anno la sua fondazione ufficiale / think tank, il Centro per gli studi europei (CES). Il CES comprende come membri tutte le principali associazioni nazionali e le fondazioni affiliate ai partiti membri del PPE, oltre a quelle comunque attive nell'area culturale e politica ritenuta affine al PPE: Istituto Luigi Sturzo, Fondazione De Gasperi, Konrad Adenauer Foundation (CDU), Hanns Seidel Foundation (CSU), la Fondazione per l'Analisi e Studi Sociali (PP), Constantinos Karamanlis Institute for Democracy (ND), Jarl Hjalmarson Foundation (MOD), l'Accademia politica del Partito popolare austriaco (ÖVP) ed altri. Durante la campagna per le elezioni europee del 2009, il CES ha lanciato con successo una campagna basata sul web intitolata 'tellbarroso.eu' per sostenere Jose Manuel Barroso, il candidato del PPE, per la rielezione come Presidente della Commissione. L'Istituto Robert Schuman. con sede a Budapest, e la Fondazione Robert Schuman, con sede a Lussemburgo, sono affiliati al Partito popolare europeo.
In seguito al congresso del PPE tenuto a Dublino nel 2014, il Centro per gli studi europei è stato intitolato a Wilfried Martens, cofondatore del PPE. Oggi il centro si chiama dunque ufficialmente (la lingua ufficiale del Centro è l'inglese) "Wilfried Martens Centre for European Studies".

## Associazioni del PPE
Il PPE è legato ad alcune associazioni specifiche che si concentrano in gruppi specifici e che, molto spesso, organizzano dei seminari, dibattiti, pubblicazioni ed altre attività della loro propria iniziativa. Queste associazioni sono le seguenti:

### Studenti democratici europei (EDS)
L'EDS è l'organizzazione di studenti ufficiale del PPE. Dalla sua creazione nel 1961, l'EDS riunisce studenti e giovani politici in tutta Europa per promuovere uno scambio politico pro-europeo. Benché si tratti di un'organizzazione di studenti che manifesta un grande interesse per gli argomenti come il processo di Bologna, l'organizzazione è anche particolarmente cosciente dell'importanza della promozione dei valori come la libertà, la democrazia e i diritti dell'uomo. Diretta da Virgilio Falco, l'associazione conta 40 organizzazioni membri che rappresentano quasi 1.400.000 persone attraverso il continente. L'EDS è rappresentato in 33 paesi, includendo paesi non-membri dell'UE come la Bielorussia e la Georgia. L'eds non è un'organizzazione centralizzata, ma piuttosto una "organizzazione di organizzazioni", una struttura di rete il cui scopo generale è di riunire le forze dei diversi membri per permettere ai giovani ed agli studenti di esprimersi di una sola voce. Ogni anno, l'organizzazione propone delle università estivali e invernali, così come parecchi seminari. Pubblica anche una rivista trimestrale intitolata "Bullseye" e difende, in diversi modi, gli interessi dei giovani.

### L'unione dei cittadini senior europei (ESCU)
Fondata a Madrid nel 1995 e guidata da Ann Hermans, membro del partito CD&V, l'ESU è la più grande organizzazione politicaeuropea di cittadini senior. L'ESCU è rappresentata in 26 stati con 45 organizzazioni e circa 500.000 membri ed è dedicata alla promozione dei diritti degli anziani in Europa e del loro coinvolgimento nella società. Gli scopi dell'ESCU sono la promozione del ruolo dell'anzianità nella società europea, la lotta contro la discriminazione degli anziani, il sistema pensionistico europeo, anziani e volontariato, relazioni intergenerazionali e partecipazione.

### Unione europea dei lavoratori cristiani democratici (EUCDW)
L'EUCDW è l'organizzazione del PPE per i lavoratori, conta 24 organizzazioni membro in 18 paesi diversi. In quanto associazione di lavoratori ufficialmente riconosciuta dal PPE, l'EUCDW è diretta da Elmar Brok, MdPE, e mira ai seguenti obiettivi: agire per l'unificazione politica di un'Europa democratica; promuovere lo sviluppo del PPE sulla base di un insegnamento social-cristiano; rappresentare e difendere gli interessi dei lavoratori nei politici europei; lavorare sull'esito dei valori e delle politiche social-cristiane nei movimenti dei lavoratori europei; mettere in posto una cooperazione tra i lavoratori e i loro rappresentanti per costruire tappa per tappa un modello sociale europeo. Perciò, durante questi ultimi anni, l'EUCDW si è molto implicato per influenzare le politiche di lavoro e per difendere un'Europa unita in materia di giustizia sociale.

### Unione delle piccole e medie imprese (SME Union)
L'Unione SME del PPE è stata fondata nel Maggio 2012 da tre deputati europei, Paul Rübig, Nadezhda Neynsky e Bendt Bendtsen. Sarà al centro della campagna politica del PPE per le elezioni europee del 2014 che è centrata sulla strategia per affrontare e superare la crisi economica in Europa. L'Unione SME del PPE è la rete dei politici e delle organizzazioni cristian-democratici, conservatori e liberali favorevoli alle imprese. Il suo obiettivo principale è d'influenzare le politiche europee in modo da renderle più favorevoli alle PME e questo in stretta cooperazione con cerchi delle PME del Gruppo PPE al Parlamento europeo, la DG Impresa e membri dell'Unione SME nei partiti membri del PPE. L'importanza del lavoro dell'Unione SME può osservarsi nel fatto che le PME sono considerate come l'elemento chiave per la durabilità del lavoro, della crescita e della prosperità. La sua prima priorità è di riformare l'ambito legale per le PME in Europa e di promuovere e sostenere gli interessi delle PME che, grazie alla loro volontà di prendere dei rischi e le loro responsabilità, costituiscono il motore dell'economia dell'UE. L'Unione SME è diretta da Nadezhda Neynsky.

### Le donne del Partito Popolare europeo (EPP Women)
EPP Women è riconosciuto dal PPE come l'associazione ufficiale delle donne dei partiti di centro-destra in Europa. EPP Women conta più di 40 organizzazioni membri nei paesi dell'UE ed oltre. Si trattano tutte di organizzazioni di donne di partiti politici membri del PPE. EPP Women, presieduto da Rozália Biró, si implica nel sostegno alla partecipazione politica delle donne in tutta Europa e nella promozione di questioni importanti legate alle donne.

### Gioventù del Partito Popolare europeo (YEPP)
YEPP, presieduta da Lídia Pereira, è l'organizzazione ufficiale della gioventù del PPE, auto-amministrata dal suo proprio statuto, programma politico e rappresentanti eletti. I membri del YEPP sono delle organizzazioni giovanili dei partiti nazionali. Lo scopo delle organizzazioni membri e del YEPP è di offrire un canale ai giovani per influenzare l'evoluzione delle loro società via mezzi democratici e secondo le idee di centro-destra, cristiano-democratiche e conservatrici. YEPP riunisce tra uno e due milioni di giovani in 38 paesi d'Europa. Questo fa del YEPP la più grande organizzazione politica di gioventù in Europa.

## Membri

### Partiti
Esistono 3 tipi di adesioni al PPE per partiti: i partiti membri, associati e osservatori.
I membri sono tutti i partiti degli Stati membri dell'UE e godono del diritto di voto in tutti gli organi e in tutti i campi.
Gli associati sono partiti di paesi candidati all'adesione all'UE e paesi dell'AELS e godono degli stessi diritti di voto dei membri salvo per le questioni riguardanti la struttura e le politiche dell'UE.
Gli osservatori possono partecipare a tutte le attività del PPE e possono assistere a Congressi ed Assemblee politiche, ma non godono di alcun diritto di voto.
Esiste anche un'affiliazione speciale, quella dei membri individuali, di cui possono beneficiare i membri del Gruppo del Partito Popolare Europeo al Parlamento europeo. Anche altri membri del Parlamento europeo possono diventare membri individuali del PPE se ciò è approvato dall'assemblea politica.
| Stato                | Partito                                                        | Nome locale                                                                                              | Status      |
| -------------------- | -------------------------------------------------------------- | --- | ----------- |
| Albania              | Partito Democratico d'Albania                                  | Partia Demokratike e Shqipërisë                                                                          | associato   |
| Armenia              | Partito Repubblicano d'Armenia                                 | Հայաստանի Հանրապետական Կուսակցություն                                                                    | osservatore |
| Armenia              | Governo della Legge                                            | Օրինաց երկիր                                                                                             | osservatore |
| Armenia              | Eredità                                                        | Ժառանգություն                                                                                            | osservatore |
| Austria              | Partito Popolare Austriaco                                     | Österreichische Volkspartei                                                                              | membro      |
| Belgio               | Cristiano-Democratici e Fiamminghi                             | Christen-Democratisch en Vlaams                                                                          | membro      |
| Belgio               | Les Engagés                                                    | Les Engagés                                                                                              | membro      |
| Bielorussia          | Partito Civico Unito di Bielorussia                            | Аб'ядна́ная грамадзя́нская па́ртыя Белару́сі                                                                 | osservatore |
| Bielorussia          | Democrazia Cristiana Bielorussa                                | Беларуская хрысьціянская дэмакратыя                                                                      | osservatore |
| Bielorussia          | Movimento per la Libertà                                       | За Свабоду                                                                                               | osservatore |
| Bosnia ed Erzegovina | Partito d'Azione Democratica                                   | Stranka Demokratske Akcije                                                                               | osservatore |
| Bosnia ed Erzegovina | Unione Democratica Croata di Bosnia ed Erzegovina              | Hrvatska demokratska zajednica Bosne i Hercegovine                                                       | osservatore |
| Bosnia ed Erzegovina | Unione Democratica Croata 1990                                 | Hrvatska demokratska zajednica 1990                                                                      | osservatore |
| Bosnia ed Erzegovina | Partito del Progresso Democratico della Republika Srpska       | Партија демократског прогреса PC                                                                         | osservatore |
| Bulgaria             | Cittadini per lo Sviluppo Europeo della Bulgaria               | Граждани за европейско развитие на България                                                              | membro      |
| Bulgaria             | Democratici per una Bulgaria Forte                             | Демократи за силна България                                                                              | membro      |
| Bulgaria             | Movimento "Bulgaria per i Cittadini"                           | Движение „България на гражданите“                                                                        | membro      |
| Bulgaria             | Unione delle Forze Democratiche                                | Съюз на демократичните сили                                                                              | membro      |
| Cipro                | Raggruppamento Democratico                                     | Δημοκρατικός Συναγερμός                                                                                  | membro      |
| Croazia              | Unione Democratica Croata                                      | Hrvatska demokratska zajednica                                                                           | membro      |
| Croazia              | Partito Rurale Croato                                          | Hrvatska seljačka stranka                                                                                | membro      |
| Danimarca            | Partito Popolare Conservatore                                  | Det Konservative Folkeparti                                                                              | membro      |
| Danimarca            | Democratici Cristiani                                          | Kristendemokraterne                                                                                      | membro      |
| Estonia              | Pro Patria                                                     | Isamaa                                                                                                   | membro      |
| Finlandia            | Partito di Coalizione Nazionale                                | Kansallinen Kokoomus                                                                                     | membro      |
| Finlandia            | Democratici Cristiani Finlandesi                               | Suomen Kristillisdemokraatit                                                                             | membro      |
| Francia              | I Repubblicani                                                 | Les Républicains                                                                                         | membro      |
| Georgia              | Movimento Nazionale Unito                                      | ერთიანი ნაციონალური მოძრაობა                                                                             | osservatore |
| Georgia              | Georgia Europea - Movimento per la Libertà                     | ევროპული საქართველო                                                                                      | osservatore |
| Germania             | Unione Cristiano-Democratica di Germania                       | Christlich Demokratische Union Deutschlands                                                              | membro      |
| Germania             | Unione Cristiano-Sociale in Baviera                            | Christlich-Soziale Union in Bayern                                                                       | membro      |
| Grecia               | Nuova Democrazia                                               | Νέα Δημοκρατία                                                                                           | membro      |
| Irlanda              | Famiglia degli Irlandesi                                       | Fine Gael                                                                                                | membro      |
| Islanda              | Partito dell'Indipendenza                                      | Sjálfstæðisflokkurinn                                                                                    | associato   |
| Italia               | Forza Italia                                                   | Forza Italia                                                                                             | membro      |
| Italia               | Alternativa Popolare                                           | Alternativa Popolare                                                                                     | membro      |
| Italia               | Base Popolare                                                  | Base Popolare                                                                                            | membro      |
| Italia               | Unione di Centro                                               | Unione di Centro                                                                                         | membro      |
| Italia               | Partito Autonomista Trentino Tirolese                          | Partito Autonomista Trentino Tirolese                                                                    | membro      |
| Italia               | Südtiroler Volkspartei                                         | Südtiroler Volkspartei                                                                                   | membro      |
| Italia               | Noi Moderati                                                   | Noi Moderati                                                                                             | membro      |
| Kosovo               | Lega Democratica del Kosovo                                    | Lidhja Demokratike e Kosovës                                                                             | osservatore |
| Lettonia             | Unità                                                          | Vienotība                                                                                                | membro      |
| Libano               | Forze Libanesi                                                 | al-Quwwāt al-Lubnāniyya                                                                                  | osservatore |
| Libano               | Falangi Libanesi                                               | al-Katā'eb al-Lubnāniyya                                                                                 | osservatore |
| Lituania             | Unione della Patria - Democratici Cristiani di Lituania        | Tėvynės sąjunga–Lietuvos Krikšcionys Demokratai                                                          | membro      |
| Lussemburgo          | Partito Popolare Cristiano Sociale                             | Chrëschtlech Sozial Vollekspartei                                                                        | membro      |
| Macedonia del Nord   | Partito Democratico per l'Unità Nazionale Macedone             | Внатрешна македонска револуционерна организација / Демократска партија за македонско национално единство | associato   |
| Malta                | Partito Nazionalista                                           | Partit Nazzjonalista                                                                                     | membro      |
| Marocco              | Partito dell'Indipendenza                                      | Parti de l'Istiqlal / Hizb al-Istiqlal                                                                   | osservatore |
| Marocco              | Raggruppamento Nazionale degli Indipendenti                    | Rassemblement National des Indépendants                                                                  | osservatore |
| Moldavia             | Partito Liberale Democratico di Moldavia                       | Partidul Liberal Democrat din Moldova                                                                    | osservatore |
| Moldavia             | Partito di Azione e Solidarietà                                | Partidul Acțiune și Solidaritate                                                                         | osservatore |
| Moldavia             | Piattaforma della Dignità e della Verità                       | Partidul Platforma Demnitate și Adevăr                                                                   | osservatore |
| Montenegro           | Partito Bosgnacco                                              | Bošnjačka stranka                                                                                        | osservatore |
| Montenegro           | Montenegro Democratico                                         | Demokratska Crna Gora                                                                                    | osservatore |
| Norvegia             | Partito Conservatore                                           | Høyre | associato   |
| Norvegia             | Partito Popolare Cristiano                                     | Kristelig Folkeparti                                                                                     | osservatore |
| Paesi Bassi          | Appello Cristiano Democratico                                  | Christen-Democratisch Appèl                                                                              | membro      |
| Polonia              | Piattaforma Civica                                             | Platforma Obywatelska                                                                                    | membro      |
| Polonia              | Partito Popolare Polacco                                       | Polskie Stronnictwo Ludowe                                                                               | membro      |
| Portogallo           | Partito Social Democratico                                     | Partido Social Democrata                                                                                 | membro      |
| Portogallo           | Centro Democratico Sociale - Partito Popolare                  | CDS-Partido Popular                                                                                      | membro      |
| Rep. Ceca            | Unione Cristiana e Democratica - Partito Popolare Cecoslovacco | Křesťanská a demokratická unie - Československá strana lidová                                            | membro      |
| Rep. Ceca            | TOP 09                                                         | TOP 09                                                                                                   | membro      |
| Romania              | Partito Nazionale Liberale                                     | Partidul Național Liberal                                                                                | membro      |
| Romania              | Unione Democratica Magiara di Romania                          | Romániai Magyar Demokrata Szövetség                                                                      | membro      |
| Romania              | Partito del Movimento Popolare                                 | Partidul Mișcarea Populară                                                                               | membro      |
| San Marino           | Partito Democratico Cristiano Sammarinese                      | Partito Democratico Cristiano Sammarinese                                                                | osservatore |
| Serbia               | Partito Progressista Serbo                                     | Српска напредна странка                                                                                  | associato   |
| Serbia               | Alleanza degli Ungheresi di Voivodina                          | Vajdaszagi Magyar Szoveteg                                                                               | associato   |
| Slovacchia           | Gente Comune e Personalità Indipendenti                        | Obyčajní Ľudia a Nezávislé Osobnosti                                                                     | membro      |
| Slovacchia           | Alleanza                                                       | Szövetség–Aliancia                                                                                       | membro      |
| Slovacchia           | Democratici                                                    | Demokrati                                                                                                | membro      |
| Slovacchia           | Movimento Cristiano-Democratico                                | Kresťanskodemokratické hnutie                                                                            | membro      |
| Slovenia             | Partito Democratico Sloveno                                    | Slovenska Demokratska Stranka                                                                            | membro      |
| Slovenia             | Nuova Slovenia                                                 | Nova Slovenija                                                                                           | membro      |
| Slovenia             | Partito Popolare Sloveno                                       | Slovenska Ljudska Stranka                                                                                | membro      |
| Spagna               | Partito Popolare                                               | Partido Popular                                                                                          | membro      |
| Svezia               | Partito Moderato                                               | Moderata Samlingspartiet                                                                                 | membro      |
| Svezia               | Democratici Cristiani                                          | Kristdemokraterna                                                                                        | membro      |
| Svizzera             | Alleanza del Centro                                            | Die Mitte / Le Centre / Alleanza del Centro / Allianza dal Center                                        | associato   |
| Ucraina              | Patria                                                         | Всеукраїнське об'єднання "Батьківщина                                                                    | osservatore |
| Ucraina              | Alleanza Democratica Ucraina per la Riforma                    | Український демократичний альянс за реформи Віталія Кличка                                               | osservatore |
| Ucraina              | Unione "Samopomich"                                            | Об'єднання «Самопоміч»                                                                                   | osservatore |
| Ucraina              | Solidarietà Europea                                            | Європейська солідарність                                                                                 | osservatore |

#### La sospensione di Fidesz
Delle controversie circa presunte violazioni dello stato di diritto in Ungheria da parte del partito di maggioranza Fidesz, membro del Partito Popolare Europeo, e del suo leader Viktor Orbán, provocarono delle tensioni all'interno del PPE in vista delle elezioni europee del 2019. Il PPE non si espresse apertamente circa il ruolo di Fidesz nelle presunte violazioni dello stato di diritto in Ungheria quando il Parlamento europeo, nel settembre 2018, intentò una procedura di infrazione ai sensi dell'articolo 7 del TUE. Il Presidente della Commissione europea, Jean-Claude Juncker, esponente di punta del Partito Popolare Europeo, dal canto suo commentò che Fidesz a suo avviso non avrebbe dovuto essere membro del PPE. Le campagne di Orbán contro George Soros e Jean-Claude Juncker minarono a livello europeo la credibilità del PPE, che candidava allora Manfred Weber come Spitzenkandidat al ruolo di Presidente della Commissione. Dopo anni di mancate prese di posizione univoche, due mesi prima delle europee del 2019 13 partiti membri del PPE chiesero l'espulsione di Fidesz dal partito europeo per via della sua campagna ad-personam contro Jean-Claude Juncker. 190 delegati su 193 votarono il 20 marzo 2019 a favore di una sospensione parziale di Fidesz dal PPE, estromettendolo da riunioni e diritto di voto. Di fatto però gli europarlamentari eletti con Fidesz avrebbero potuto continuare a sedere nel gruppo del Partito Popolare Europeo. Nel febbraio 2020 il PPE estese a tempo indeterminato la sospensione di Fidesz.
Il 2 aprile 2020 13 partiti membri del PPE inviarono una notifica a Donald Tusk richiedendo l'espulsione di Fidesz dal partito. Tre giorni prima il Parlamento ungherese aveva approvato lo stato di emergenza in Ungheria per un periodo di tempo indeterminato, garantendo al primo ministro Orbán la facoltà di governare per decreto.
Il 3 marzo 2021 lo stesso Orbán annunciò che Fidesz lasciava il gruppo del PPE in Eurocamera con effetto immediato. Il 18 marzo 2021 Fidesz uscì anche dal Partito Popolare Europeo.

### Membri individuali
Il PPE comprende anche un certo numero di membri individuali, sebbene, come la maggior parte degli altri partiti europei, non abbia cercato di sviluppare un'adesione individuale di massa.
Di seguito è riportata l'evoluzione dell'adesione individuale al PPE dal 2019.
Membri individualiMembri individuali dei partiti politici europei9121518212427201920202021202220232024PPE

## Congressi
- I Congresso Bruxelles, 1978
- II Congresso Bruxelles, 1979
- III Congresso Colonia, 1980
- IV Congresso Parigi, 1981
- V Congresso Roma, 1983
- VI Congresso L'Aia, 1986
- VII Congresso Lussemburgo, 1988
- VIII Congresso Dublino, 1990
- IX Congresso Atene, 1992
- X Congresso Bruxelles, 1993
- XI Congresso Madrid, 1995
- XII Congresso Tolosa, 1997
- XIII Congresso Bruxelles, 1999
- XIV Congresso Berlino, 2001
- XV Congresso Estoril, 2002
- XVI Congresso Bruxelles, 2004

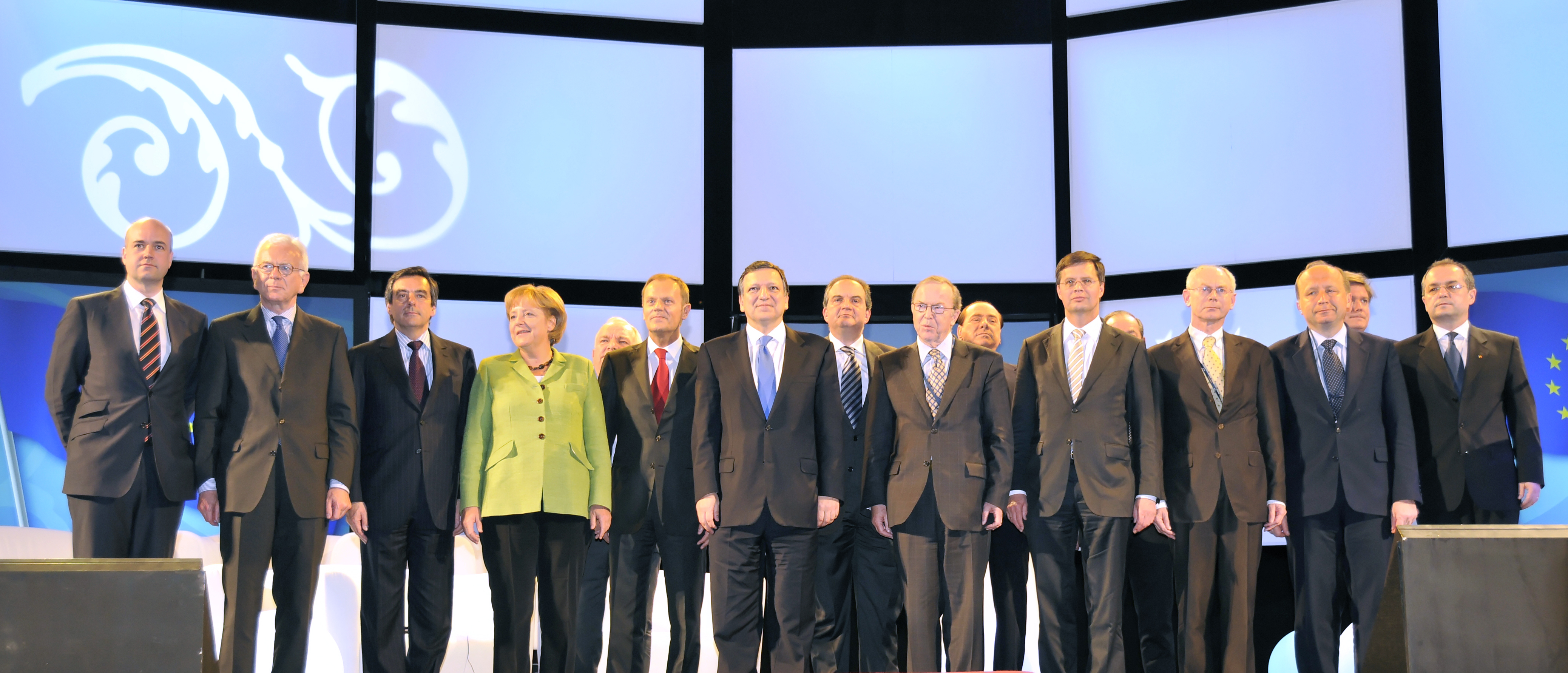
Al XVIII Congresso di Varsavia il PPE ha sostenuto José Barroso (al centro) per un secondo mandato come Presidente della Commissione europea.

- XVII Congresso Roma, 30-31 marzo 2006
- XVIII Congresso Varsavia, 9-10 dicembre 2009
- XIX Congresso Bonn, dicembre 2009
- XX Congresso Marsiglia, 7-8 dicembre 2011
- XXI Congresso Bucarest, 17-18 ottobre 2012
- XXII Congresso Dublino, 6-7 marzo 2014
- XXIII Congresso Madrid, 21-22 ottobre 2015
- XXIV Congresso La Valletta, 29-30 marzo 2017
- XXV Congresso Helsinki, 2018
- XXVI Congresso Zagabria, 2019
- XXVII Congresso Rotterdam, 31 maggio-1 giugno 2022[66]
- XXVIII Congresso Bucarest, 6-7 marzo 2024